# Catedral de la Inmaculada Concepción (Springfield)
La Catedral de la Inmaculada Concepción  (en inglés: Cathedral of the Immaculate Conception) Es la sede de la diócesis de Springfield en Illinois en Illinois en Estados Unidos. La catedral, cuya primera piedra fue puesta el 14 de agosto de 1927, fue dedicada el 14 de octubre de 1928. El complejo de la catedral se construyó en un estilo arquitectónico modificado del renacimiento griego.

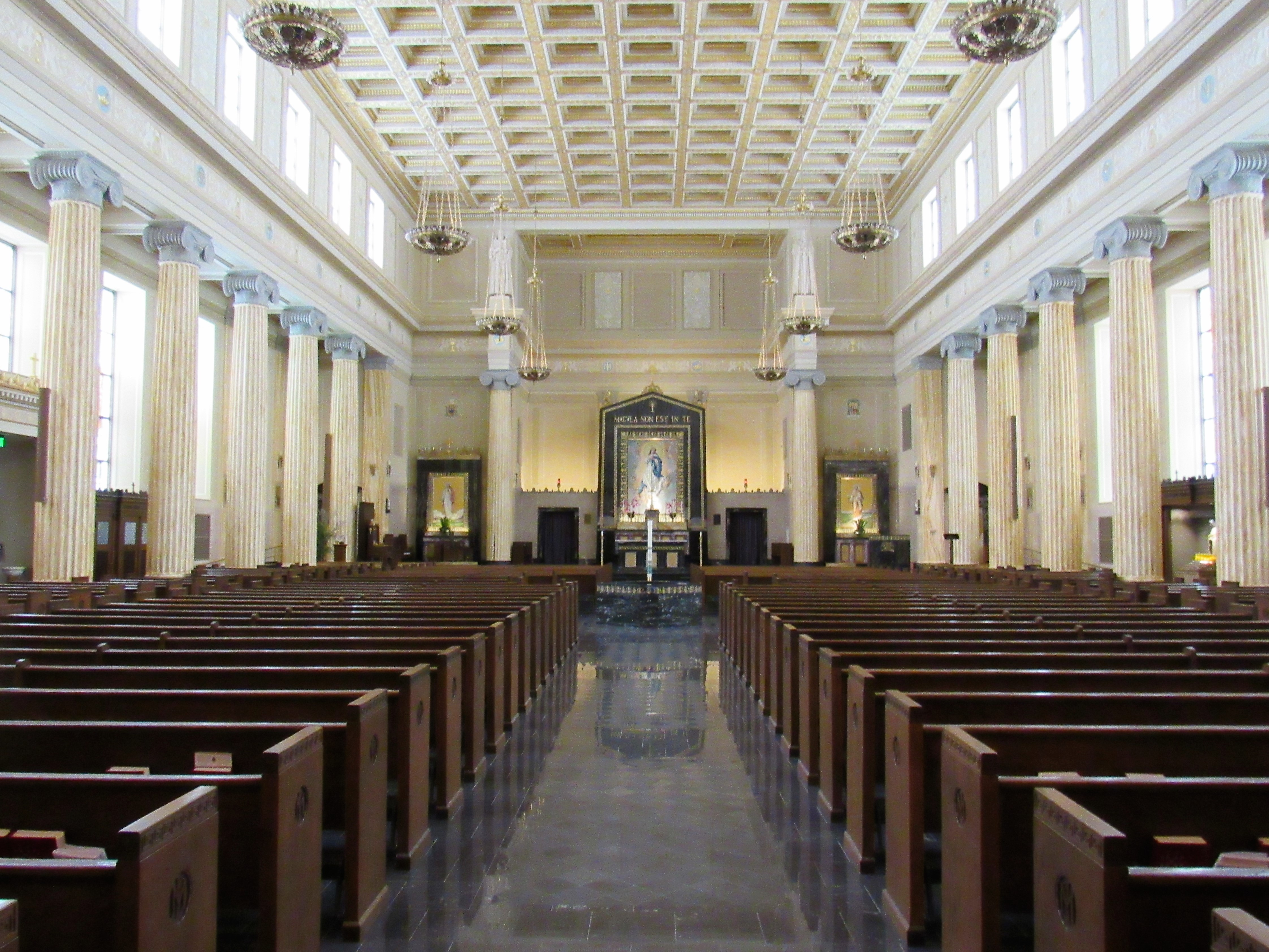
Interior de la catedral

La catedral fue construida y consagrada bajo el liderazgo de James Aloysius Griffin, cuarto obispo de la diócesis.
El complejo de la catedral esta a un lado de la piedra de Mankato, también llamada "piedra de Mankato Kasota," una piedra caliza de oro extraída en Mankato, Minnesota. Como muchos complejos de catedrales, también contiene espacios de trabajo para el obispo y el personal. Un edificio para una escuela primaria forma el componente meridional del complejo. La propia catedral está consagrada a la doctrina de la Inmaculada Concepción de la Virgen María y está bajo el patrocinio de la Santísima Virgen.
La catedral es el segundo edificio en Springfield en ser consagrado a la Inmaculada Concepción, siendo el primero una iglesia católica en uso desde 1858 hasta 1928. Cuando la sede de la diócesis se trasladó a Springfield en 1923, se necesitaba una estructura más grande para servir de catedral. Después de la terminación de la catedral, la iglesia cercana de la era de Lincoln fue clausurada.

## Véase también

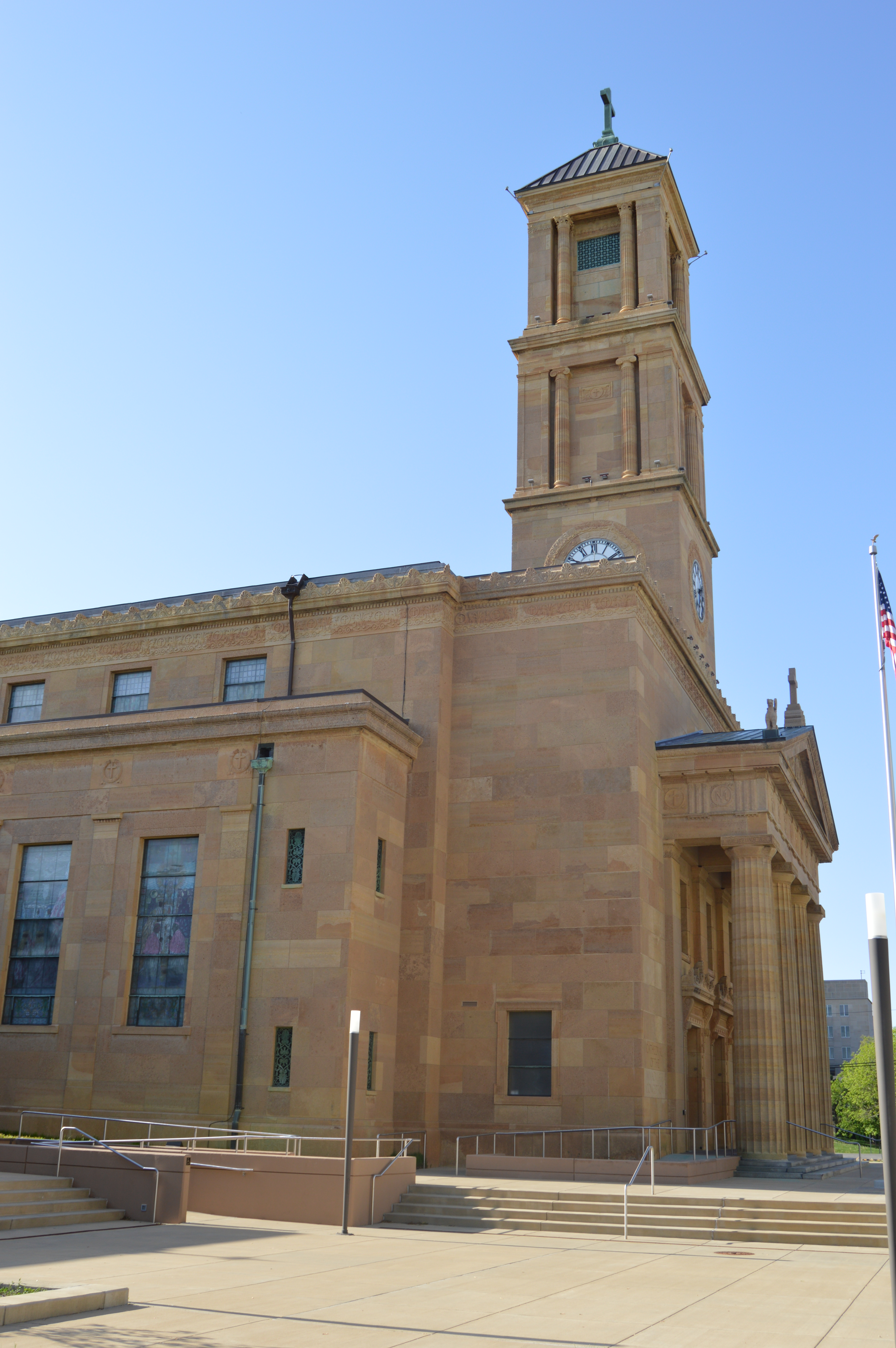
Otra vista del templo